# 하산봉수대
하산봉수대(下山烽燧臺)는 울산광역시 울주군 온산읍에 있는 봉수대이다. 2000년 11월 9일 울산광역시의 기념물 제36호로 지정되었다.

## 현지 안내문
봉수는 과거 통신수단이 발달하지 못하였던 시대의 군사통신제도이다. 조망이 양호한 산정에서 밤에는 횃불로, 낮에는 연기로 국경과 해안의 안위를 중앙에 알리기 위한 목적으로 설치되었다.
봉수제가 성립된 것은 1149년(고려 의종 3)으로, 1급에서 4급의 봉수 거화수(炬火數)를 규정하고, 봉수군의 생활대책을 마련해 주었다. 조선 세종대에 이르러 그 체제가 정비되었다. 5거 거화수 등 관계 규식 마련, 각 도 연변의 연대(烟臺) 축조, 봉수선로 획정 등을 통해 그 면모를 새롭게 하였다. 각 봉수에는 오장(伍長)과 봉수군(烽燧軍)이 교대로 근무하면서, 평상시에는 한 홰[烽], 적이 나타나면 두 홰, 적이 국경에 접근하면 세 홰, 적이 국경을 넘어오면 네 홰, 적과 접전하면 다섯 홰의 봉수를 올리도록 하였다. 1894년(고종 31)에 전보통신이 보급되면서 폐지가 결정되었고, 다음해 각처 봉대와 봉수군을 폐지함으로서 모든 봉수제는 폐지되었다.
봉수는 성격에 따라 경봉수(京烽燧)․내지봉수(內地烽燧)․연변봉수(沿邊烽燧)로 구분된다. 경봉수는 전국의 모든 봉수가 집결하였던 중앙봉수로서 서울 목멱산(木覓山)에 위치하여 목멱산봉수 또는 남산봉수라고 불렀다. 연변봉수는 해륙 변경(海陸邊境)의 제1선에 설치하여 연대라 하였으며, 내지봉수는 연변봉수와 경봉수를 연결하는 중간봉수로서 수적으로 다수였다.
하산봉수대는 온산읍 강양리 산 정상(해발 132m)에 위치한 연변봉수이다. 이길봉수대(서생면)에서 신호를 받아 가리봉수대(남구 남화동)로 전달하였다. 대응봉수노선 거리는 남쪽 이길봉수와는 4.2㎞, 북쪽 가리봉수와는 9.1㎞거리이다. 하산봉수대의 서쪽은 산지로 막혀있고, 동,남,북쪽은 바다로 둘러싸여 조망권이 뛰어나고, 남으로는 서생포왜성과 서생포만호진성이 위치하고 있다. 봉수대의 중심시설인 연대는 원형에 가까우며, 하부 둘레 44m, 높이 2m 정도로 남아 있고, 주변의 편평한 자리에는 봉수대의 부속건물인 봉대사(烽臺舍)가 있었을 것으로 추정된다.

## 참고 자료
- 하산봉수대 - 국가유산청 국가유산포털